# David Smith (volley-ball)
Pour les articles homonymes, voir David Smith et Smith.
David Smith est un joueur américain de volley-ball né le 15 mai 1985 à Panorama City (Californie). Il mesure 2,02 m et joue central. Il totalise 53 sélections en équipe des États-Unis.

## Biographie
Il est sourd de naissance et joue appareillé.

## Clubs
| Club                   | De           | À            |
| ---------------------- | ------------ | ------------ |
| Université d'Ulster    | 2007-2008    | 2007-2008    |
| TV Rottenburg          | 2008-2009    | 2008-2009    |
| San Sebastián Caribes  | octobre 2009 | janvier 2010 |
| Unicaja Almeria        | janvier 2010 | 2010-2011    |
| Tours VB               | 2011-2012    | 2015-2016    |
| Czarni Radom           | 2016-2017    | 2016-2017    |
| Warta Zawiercie        | 2017-2018    | 2017-2018    |
| Resovia Rzeszów        | 2018-2019    | 2018-2019    |
| ZAKSA Kędzierzyn-Koźle | 2019-2020    | en cours     |

## Palmarès

### En sélection nationale
- Ligue mondiale
  - Finaliste : 2012
- Coupe Pan-Américaine (1)
  - Vainqueur : 2010

### En club
- Championnat de France (4)
  - Vainqueur : 2012, 2013, 2014, 2015
- Championnat d'Espagne
  - Finaliste : 2010, 2011
- Championnat de Pologne
  - Finaliste : 2021
- Coupe de France (3)
  - Vainqueur : 2013, 2014, 2015
- Coupe d'Espagne (1)
  - Vainqueur : 2010
  - Finaliste : 2011
- Coupe de Pologne (1)
  - Vainqueur : 2021
- Supercoupe d'Espagne (1)
  - Vainqueur : 2010
- Supercoupe de France (2)
  - Vainqueur : 2012, 2014

### Distinctions individuelles
- 2007 : Championnat NCAA — Meilleur central
- 2012 : Championnat de France (Division A) — Meilleur central
- 2015 : Championnat de France (Div. A) — Meilleur central
- 2016 : Championnat de France (Div. A) — Meilleur central